# (311999) 2007 NS2
(311999) 2007 NS2 ist ein Mars-Trojaner (L5), der am 14. Juli 2007 von Forschern des Observatorio Astronómico de La Sagra in den Bergen Andalusiens entdeckt wurde.